# A Night at the Roxbury
A Night at the Roxbury er en amerikansk komediefilm fra 1998 instrueret af John Fortenberry efter manuskript af Will Ferrell og Chris Kattan der også spiller hovedrollerne som de to festglade kiksede brødre Steve og Doug Butabi.

## Medvirkende
- Will Ferrell
- Chris Kattan
- Loni Anderson
- Dan Hedaya
- Molly Shannon
- Dwayne Hickman
- Maree Cheatham
- Lochlyn Munro
- Richard Grieco
- Jennifer Coolidge
- Meredith Scott Lynn
- Elisa Donovan
- Gigi Rice
- Colin Quinn
- Twink Caplan
- Eva Mendes
- Mark McKinney
- Michael Clarke Duncan
- Chazz Palminteri
- Christian Mixon